# Speichersdorf
Speichersdorf è un comune tedesco di 6 204 abitanti, situato nel land della Baviera.